# 登科记考
《登科记考》是唐、五代科舉考试研究的学术性著作，清人徐松撰，共三十卷。
唐代一共進行過264次进士考试，大中十年（856年）郑颢奉詔编撰《诸家科目记》13卷，为唐朝官修登科文獻之最早記載，其餘唐人所私撰登科记有十余家，如姚康《科第录》16卷、李弈《唐登科记》2卷等，然其书多亡佚。宋代乐史撰《登科记》30卷，亦佚。徐松在《文献通考·选举二》、《唐才子传》、新舊《唐書》與徐应秋之《玉芝堂谈荟》的基礎上，又杂采《唐会要》、《文苑英华》、《册府元龟》、《玉海》、《太平广记》等著作，考證更多的資料，《登科记考》總共列出唐代有紀錄的140位状元姓名，遠多於《玉芝堂谈荟》列出的84位，是研究中國唐朝科舉制度的重要文獻，李慈铭称此书“体例秩然，考据精博”。
《登科记考》仍有不少錯誤，例如《登科记考》卷九天宝十载“明经科”云：“按贾至已于开元二十三年进士及第，此以进士又应明经也。”，這明顯是受晁公武《郡斋读书志》卷四上称贾至“天宝十载，明经擢第”（《唐才子传》卷三又因襲晁《郡》書之誤）與《唐才子传》卷二《李颀传》称“开元二十三年贾季邻榜进士及第”的誤導，徐松又以為賈季鄰跟賈至（賈幼鄰）是同一人，竟有此大謬；又《唐才子传》卷一載: “崔颢，汴州人。开元十一年源少良下进士及第。”《登科记考》卷七據此以為源少良於本年知貢舉，實則少良是開元十一年狀元。又如孔敏行在新舊《唐書》中登科的年代不同，《旧唐书》本傳说孔敏行是元和五年进士，《新唐书》本傳又说“元和初擢进士第”，《登科记考》則選取元和五年，但是《登科记考》卷十八又载元和五年状元为李顾行。《登科記考》卷二三取《唐才子傳》卷九載唐僖宗光啟四年狀元為鄭貽矩，但據四庫全書本《河南通志》卷四五載光啟四年狀元為滎陽人鄭中貽。《登科记考》卷二五将郑雍当作开平二年（908年）普通进士，《南部新书》以郑雍为状元。由於唐代科举考试制度仍處於試驗階段，所謂状元其實不一定是狀元。另外在五代科举取士方面，本書僅提到崔邈、陈逖、崔光表、王归朴、黄仁颖、郭晙、卢华、寇湘、王溥、王朴、扈载等十一人。
1941年岑仲勉撰有《〈登科记考〉订补》，開啟近代學者對《登科記考》補正之風潮；施子愉又有《〈登科记考〉补正》。孟二冬有《登科记考补正》，新增補進士661人，再加上拔萃、弘词、拜官、武舉等，新增的總人數超過1500人。王洪军又有《登科记考再补正》。另傅璇琮與龚延明、祖慧主编有《宋登科记考》。